# Göran Nilsson (Kameramann)
Stig Göran Harry Nilsson (* 16. Juli 1946 in Brännkyrka Stockholms län, Schweden; † 30. Dezember 2012) ist ein schwedischer Kameramann, Drehbuchautor, Filmregisseur, Filmproduzent und Filmeditor.

## Leben
Göran Nilssons Filmkarriere begann 1980 mit der Kameraassistenz beim Thriller Flygnivå 450 und der ersten eigenständigen Arbeit bei der Fernsehminiserie Dubbelstötarna. Mit dem Drama Der Schutzengel wurde er 1990 mit einer Nominierung für den Europäischen Filmpreis bedacht, während er im selben Jahr die Guldbagge für die Beste Kamera für den Thriller Coq Rouge gewann. Anschließend sollten zwei weitere Guldbagge-Nominierungen für Kådisbellan und Stora och små män folgen.
Nachdem sich Göran Nilsson bereits 1993 mit dem von ihm produzierten Film Konsulten als Drehbuchautor, Regisseur und Editor versuchte, erschien 1999 mit dem Kurzfilm Sällskap und dem Drama Rackelhane zwei weitere Filme mit ihm als Autorenfilmer. Rackelhane war sein bisher letzter Film.

## Filmografie (Auswahl)
| - 1980: Dubbelstötarna (Fernsehserie) - 1980: Flygnivå 450 (Kamera-Assistenz) - 1983: Andra dansen - 1985: 1985 – Vad hände katten i råttans år? - 1988: Livsfarlig film - 1989: Coq Rouge (Täcknamn Coq Rouge) | - 1990: Der Schutzengel (Skyddsängeln) - 1993: Kådisbellan - 1993: Konsulten - 1995: Stora och små män - 1999: Rackelhane - 1999: Sällskap |

## Auszeichnungen
| - Guldbagge - 1990: Beste Kamera – Coq Rouge - 1994: Beste Kamera – Kådisbellan (nominiert) - 1996: Beste Kamera – Stora och små män (nominiert) | - Europäischer Filmpreis - 1990: Beste Kamera – Der Schutzengel (nominiert) |